# 国際連合安全保障理事会決議65
国際連合安全保障理事会決議65（こくさいれんごうあんぜんほしょうりじかいけつぎ65、英: United Nations Security Council Resolution 65, UNSCR65）は、1948年12月28日に国際連合安全保障理事会で採択された決議。インドネシア情勢に関してバタヴィアの領事代行に停戦・撤兵の状況報告を求めた。

## 概要
安保理は、国際連合安全保障理事会決議30に言及されたバタヴィアの領事代表に対し、インドネシア共和国の状況について、停戦命令の遵守と、軍事占領下にある地域または現在占領中の軍隊が撤退しうる地域の状況について、完全な報告書を送付するよう要請した。
決議は9票で採択されたが、ウクライナ・ソビエト社会主義共和国とソビエト連邦は棄権した。

## 詳細
以下はその和訳。
安全保障理事会は、
1947年8月25日に第 194 回理事会で採択された決議30（1947年）第5項で言及されたバタヴィアの領事代表に対し、安全保障理事会の参考および指導のため、インドネシア共和国の状況に 関する完全な報告書をできるだけ早く送付し、当該報告書には、停戦命令の遵守および軍事占領下または 軍備占領中の撤退可能地域の状況について言及することを要請する。